# 原像 (幾何)
在幾何學中，原像是一種變換術語，指一變換結果在變換之前的原始圖形。例如，截角立方體是立方體進行截角變換後的結果，而立方體就是截角立方體關於截角變換的原像。在多面體操作中，相較於鏡像，原像是一個相反的概念，若一多面體無手性鏡像，則其鏡像將與原像完全相同。在施萊夫利符號中，原像以t0表示，有時則會省略不寫。

## 多面體逆變換
在多面體變換中，原像若一個多面體經過一個變換後再經過另一個變換能回到原像，則這兩個變換互為逆變換。所有正多面體都是阿基米德立體關於一種康威變換的原像。
例如：會合變換（join）與半變換互為逆操作，舉例來說，立方體透過半變換，交錯地截去頂點會變成正四面體，而正四面體透過會合變換，在每個面加入角錐直至交錐的三角形面與林面加入之角錐的三角形面共面為止，則變回了立方體，即回到原像。

### 對合變換
在多面體變換中，對合變換表示該變換的逆變換等於該變換本身，即該變換重複做兩次會回到原像，例如鏡像變換，兩次鏡像變換即回到原像。

### 不完全逆變換
不完全逆變換即兩種變換要在特定條件下才會互為逆變換，例如，立方體透過截角變換會變成截角立方體，但不能夠直接經過Kleetope變換回到立方體，而是要透過有條件的Kleetope變換——針對三角形面進行Kleetope變換才能回到立方體，因此不能稱截角與Kleetope互為逆變換。